# Петра-ту-Ромиу

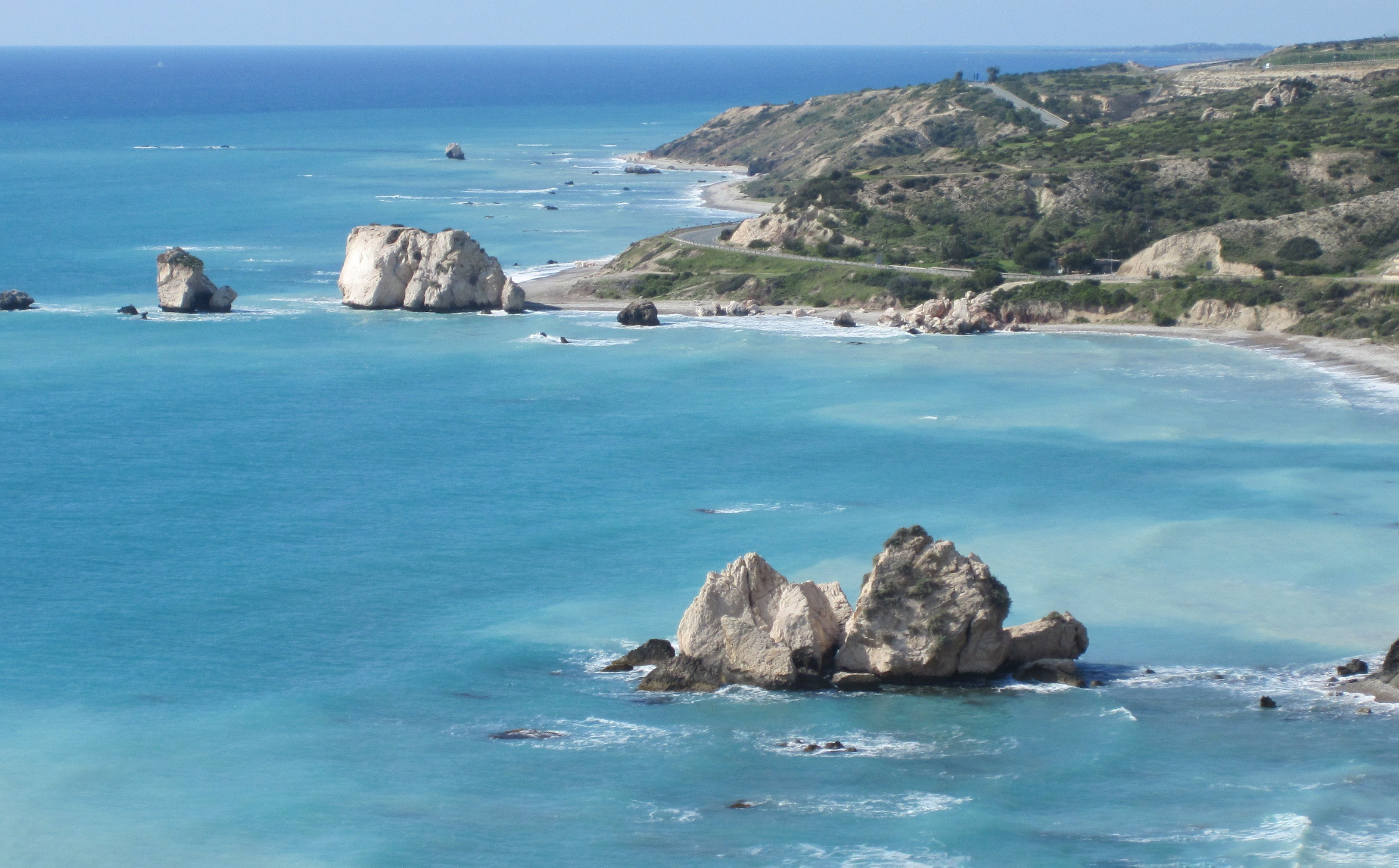
Петра-ту-Ромиу на заднем плане, на переднем — Сарацинская скала

Пе́тра-ту-Ромиу́ (греч. Πέτρα του Ρωμιού — «Скала ромеев»), также известная как Скала Афродиты, — морской кекур (скала) в Пафосе (Кипр). Сочетание красоты местности и считающейся в греческой мифологии родины богини Афродиты привлекает туристов.
Несмотря на популярность у туристов, море в окрестностях Петра-ту-Ромиу опасно для плавания в нём, а на саму скалу запрещено взбираться. Тем не менее неподалеку располагаются ресторан, туристический павильон и курорт Холмы Афродиты.

## Легенды
Согласно одной легенде скала является местом рождения богини любви Афродиты. Так Гея (богиня земли) убедила одного из своих сыновей Кроноса оскопить его же отца Урана (небо). Из семени и крови оскоплённого Кроносом Урана, которая попала в море и образовала белоснежную пену, родилась Афродита около острова Кифера (отсюда прозвище «пенорожденная»; подробнее см. Афродита Анадиомена). Ветерок принёс её на остров Кипр (или она сама приплыла туда, поскольку ей не понравилась Кифера), где её, вышедшую из морских волн, и встретили Оры.
Другая легенда связывает это место с названием Ахни, местным пляжем, на котором ахейцы высадились по возвращении из Трои.
Современное название Петра-ту-Ромиу (скала ромеев) относится к легендарному византийскому герою Дигенису Акриту. Он был наполовину грек (ромей), а наполовину араб, из-за этого факта и произошло его имя Дигенис (двоерождённый). Согласно легенде Дигенис низверг с гор Троодос скалу в сторону вторгшихся на остров сарацин. Расположенная рядом с Петра-ту-Ромиу скала носит название Сарацинская скала.